# Перець мавританський
Перець мавританський або Псевдоперець ефіопський (Xylopia aethiopica) — вид роду псевдоперців родини аннонові з порядку магнолієцвіті. Інші назви «перець сенегальський», «нігерійський перець», «гвінейський перець», «кілі», «кумба», «селімові зерна».

## Історія
Батьківщиною перцю є Ефіопія. З давнини є частиною традиційної кухні народів Сахари, Магрибу, Тропічної Африки. У XVIII ст. стає добре відомим європейцям і застосовується як замінник занадто дорогого чорного перцю. З 2-ї половини XIX ст. втрачає популярність. Під час Другої світової війни знову стає замінником чорного перцю в Європі. Але до 1960-х років на нього знову зникає попит в європейських кухнях.

## Опис
Доволі висока рослина. Заввишки досягає від 15 до 30 м, зрідка 45 метрів з діаметром стовбура від 60 до 70 см. Утворює прямий стовбур, розгалужену верхівку. Сіро-коричнева кора гладенька, з часом розтріскується вертикально і легко лущиться. Кора гілок червоно-бурого до чорнуватого кольору, спочатку волосиста, з часом — гладенька, трохи зморшкувата.
Листя на гіллі розташоване чергово, складаються з черешка та листкової пластинки. Черешок завдовжки від 3 до 6 мм — пухнастий, волосистий або лисий, майже чорний. Саме листя овальне або еліптичне, завдовжки 8-16,5 см і завширшки від 2,8 до 6,5 см. Стебло суцвіття — від 4 до 11 мм, має іржавий колір. Квітки поодинокі або 3-5 пучків разом. Квіти, з зеленувато-білими до кремового кольору або жовтими пелюстками, запашні, гермафродитні, мають довжину до 5,5 см, діаметром до 4 мм. Має стручки завдовжки 2,5-5 см і завтовшки 4-6 мм. У кожному стручку міститься від 5 до 8 дрібних круглих зерен.
Пекучий смак цієї рослини нагадує чорний перець, доповнюється гіркуватим, пікантним ароматом, схожим на мускатний горіх і перець кубеба. Гострий смак забезпечується не насінням, як у перців, а оболонкою стручка, яку часто перед вживання підкопчуюють.

## Вирощування
Є дикорослою рослиною, яка росте на висоті від 200 до 500 м над рівнем моря. Зустрічається в низовинних дощових та вологих лісах в саванних зонах. Часто в значній кількості росте уздовж узбережжя річок. Цвітіння відбувається двічі на рік: з березня по липень та з жовтня до грудня.

## Застосування
Переважно відома як спеція. Широко використовується в кухнях країн Центральної і Західної Африки, а також Південної Америки. У Європі він поширений мало, за винятком Іспанія, де може заміщувати чорний перець.

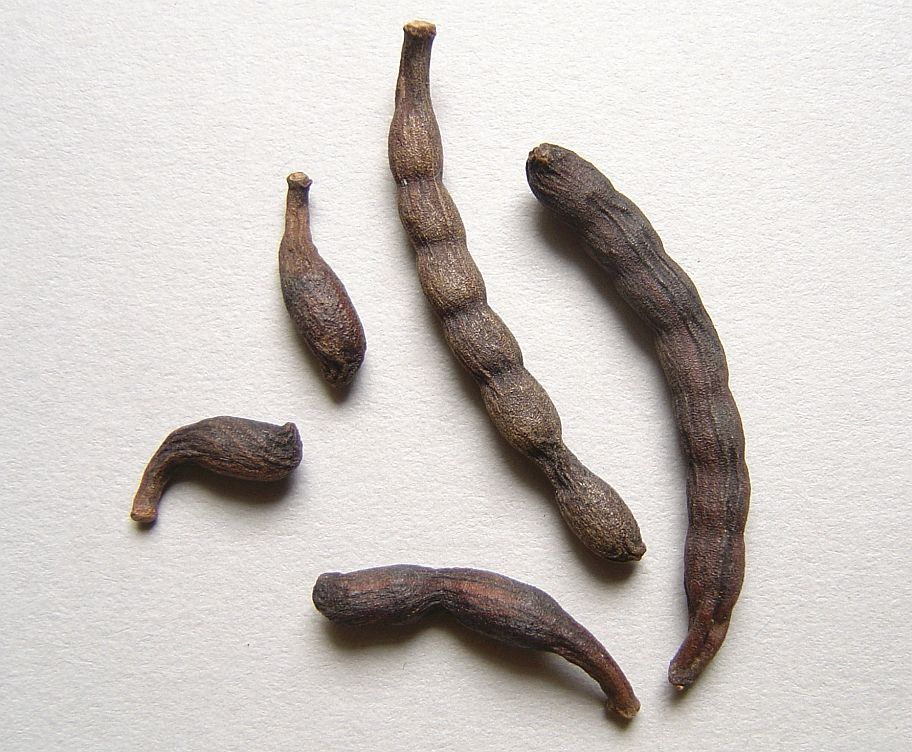
Стручки мавританського перцю

Мавританській перець входить до складу африканського варіанту суміші карі, поєднується з гірчицею, мускатним горіхом, червоним перцем, куркумою, кардамоном, запашним перцем, гвоздикою, мускатним кольором, кумином, коріандром, лавровим листом.
У марокканській, сенегальській, алжирській, туніській, малійській кухнях цю пряність додають до м'яса, риби, овочів, каш, супів, напоїв, борошняних виробів.
Вважається, що настій кори або стручків допомагає при головних болях, зниженні апетиту, занепаді сил, порушеннях менструального циклу, погіршенні потенції, метеоризмі, ревматизмі.
Окрім як спеція використовуються стовбур і кора цієї рослини. З кори, що є стійкою до дії термітів, застосовують при будівництві хат, виготовляючи стовпи, бруси, дахи та балки. Деревина також використовується для будівництва човнів. У Того та Габоні деревину традиційно використовували для виготовлення луків.

## Поширення
Охоплює переважно тропічні області Африки: на півночі від Сенегалу до Анголи, Замбії та Мозамбіку на півдні. На сході від Судану та Ефіопії до Гамбії на заході. Також зустрічається на островах Сан-Томе і Принсіпі.